# Zygochloa paradoxa
Zygochloa paradoxa ist eine in Australien endemische Grasart und prägt die Grasländer nördlich des Eyre-Sees. Sie ist die einzige Art der Gattung Zygochloa.

## Merkmale

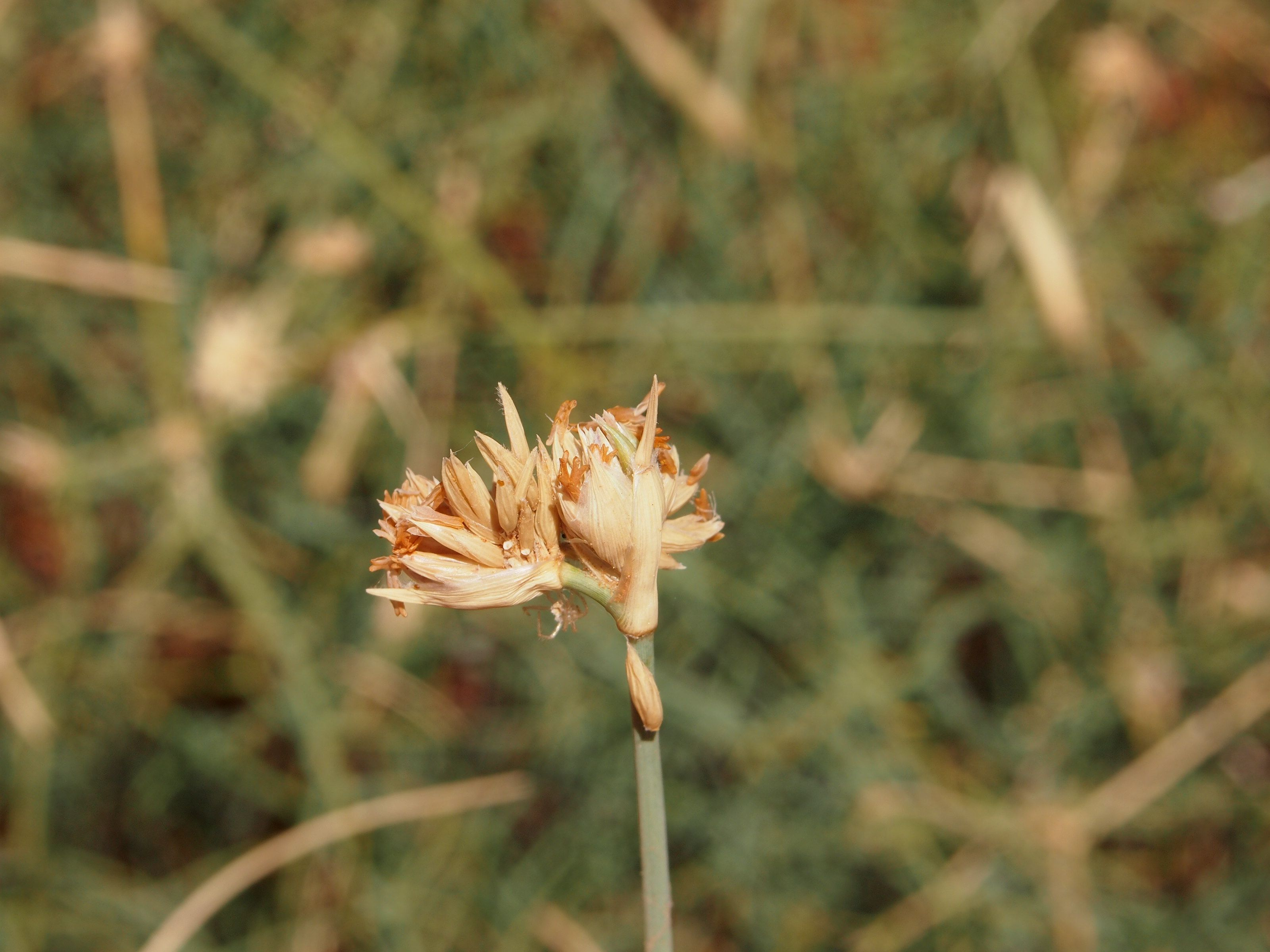
Zygochloa paradoxa fruchtend

Zygochloa ist ein zweihäusiges, ausdauerndes Gras, das dichte Horste bildet. Die Horste werden bis zu 1,5 Meter hoch bei einem Durchmesser von einem Meter. Die Halme können bis 200 Zentimeter hoch werden und sind rohrähnlich mit einem Durchmesser von bis zu acht Millimetern.
Die Blätter sind kurz und werden bei Trockenheit oft abgeworfen. Die Ligula ist ein Haarkranz von einem Millimeter Länge.
Die Blütenstände sind dichte, kugelige Ähren mit kurzen Internodien. Die Ähren sind dimorph und einzeln stehend. Ein Ährchen besteht aus zwei Blüten.
Die männlichen Ähren haben ein bis zwei Zentimeter Durchmesser. Ihre Ährchen besitzen zwei männliche Blüten mit je drei Staubblättern, ein Gynoeceum fehlt. Die weiblichen Ähren haben einen Durchmesser von 2,5 bis 3,5 Zentimetern. In ihren Ährchen ist die untere Blüte steril, die obere besitzt Staminodien und einen Fruchtknoten mit langem, schlanken Griffel und gefiederter Narbe.

## Verbreitung
Die Art ist in Australien endemisch. Sie kommt vor allem im ariden Inneren nördlich des Lake Eyre vor. Es bewächst vor allem die Sanddünen, etwa der Simpsonwüste.

## Belege
- Gattung und Art bei New South Wales Flora online
- L. Watson, M.J. Dallwitz: The grass genera of the world: descriptions, illustrations, identification, and information retrieval; including synonyms, morphology, anatomy, physiology, phytochemistry, cytology, classification, pathogens, world and local distribution, and references. Version: 28th November 2005. URL